# Língua lezgui
A língua lezgui, também dita daguestânico, é uma língua caucasiana do nordeste falada pelos lezguianos que vivem no sul do Daguestão (uma república da Rússia) ao norte do Azerbaijão.

## Características
O lezgui é uma língua do grupo checheno-lezguiano, do subgrupo samuriano (que incluem rutuls, aguls, tsakhur, budukh, khinalug, kryz, dhzek, khaput e udi). Dividem-se em três dialetos:
- Kürin ou günei, ao sudeste do Daguestão, constitui a base literária, é falada em Curaque, centro cultural e econômico de seu território e capital do antigo Canato de Cura.
- Akhti, falada ao sudeste do Daguestão.
- Kuba, falada ao nordeste do Azerbaijão.

## Status
O lezgui tornou-se língua literária no final do século XIX, quando era escrita em caracteres árabes, mas o árabe, que era sua língua literária, foi substituído pelo lezgui após a Revolução Russa. As primeiras tentativas de escrever em alfabeto cirílico (1904-1905) não tiveram êxito. O 1928 o alfabeto árabe foi substituído pelo latino, e o 1938 pelo cirílico. É uma das nove línguas oficiais do Daguestão (em lezgui Daghustandin Respublika), apesar de que não é muito empregada no ensino.
Entre 1920 e 1960 foi usada ao ensino entre os lezguianos do Daguestão, e entre o 1920 e o 1939 entre os do Azerbaijão, até quinto. Também foi língua oficial dos agul entre o 1920 e o 1950. Depois, russo passou a ser ensinado no Daguestão e o azeri no Azerbaijão. Mesmo assim, o 98% dos que vivem no Daguestão falam habitualmente o lezgui. No Daguestão edita-se o diário Lerzgi gazet desde 1928.

## Fonologia

### Consoantes
Abaixo, há uma tabela com os fonemas consonantais da língua.
|                   |                   | Labial | Dental | Dental   | Pós-alveolar | Pós-alveolar | Alveolar | Alveolar | Palatal | Velar | Velar | Uvular | Uvular | Glotal | Faríngeo |
| plana             | lab.              | Labial | plana  | lab.     | plana        | lab.         | plana    | lab.     | Palatal | plana | lab.  |        |        | Glotal | Faríngeo |
| ----------------- | ----------------- | ------ | ------ | -------- | ------------ | ------------ | -------- | -------- | ------- | ----- | ----- | ------ | ------ | ------ | -------- |
| Nasal             | Nasal             | /m/    | /n/    |          |              |              |          |          |         |       |       |        |        |        |          |
| Plosiva           | sonora            | /b/    | /d/    |          |              |              |          |          |         | /g/   | /gʷ/  | (/ɢ/)  |        |        | (/ʕ/)    |
| Plosiva           | surda             | /p/    | /t/    | /tʷ/     |              |              |          |          |         | /k/   | /kʷ/  | /q/    | /qʷ/   | /ʔ/    | (/ħ/)    |
| Plosiva           | aspirada          | /pʰ/   | /tʰ/   | /tʷʰ/    |              |              |          |          |         | /kʰ/  | /kʷʰ/ | /qʰ/   | /qʷʰ/  |        |          |
| Plosiva           | ejetiva           | /pʼ/   | /tʼ/   | /tʷʼ/    |              |              |          |          |         | /kʼ/  | /kʷʼ/ | /qʼ/   | /qʷʼ/  |        |          |
| Africada          | sonora            |        | /dz/   |          | (/dʒ/)       | (/dʒʷ/)      | (/dz/)   | (/dzʷ/)  |         |       |       |        |        |        |          |
| Africada          | surda             |        | /t͡s/   | /t͡sʷ/    | /t͡ʃ/         | (/t͡ʃʷ/)      |          |          |         |       |       |        |        |        |          |
| Africada          | aspirada          |        | /t͡sʰ/  | (/t͡sʷʰ/) | /t͡ʃʰ/        | (/t͡ʃʰʷ/)     |          |          |         |       |       |        |        |        |          |
| Africada          | ejetiva           |        | /t͡sʼ/  | /t͡sʷʼ/   | /t͡ʃʼ/        | /t͡ʃʼʷ/       |          |          |         |       |       |        |        |        |          |
| Fricativa         | sonora            | /v/    | /z/    | /zʷ/     | /ʒ/          | (/ʒʷ/)       |          |          |         | (/ɣ/) |       | /ʁ/    | /ʁʷ/   |        |          |
| Fricativa         | surda             | /f/    | /s/    | /sʷ/     | /ʃ/          | (/ʃʷ/)       |          |          |         | /x/   | /xʷ/  | /χ/    | /χʷ/   | /h/    |          |
| Aproximante       | Aproximante       |        | /l/    |          |              |              |          |          | /j/     |       | /w/   |        |        |        |          |
| Vibrante múltipla | Vibrante múltipla |        | /r/    |          |              |              |          |          |         |       |       |        |        |        |          |

As consoantes entre parênteses apenas estão presentes em alguns dialetos. Recentemente, houve uma mudança sonora na língua em que vogais fechadas em posição pretônica entre consoantes obstruentes surdas são eliminadas. Isso fez com que novos obstruentes palatalizados aparecessem.

### Vogais
Abaixo há uma tabela das vogais da língua.
|         | Anterior    | Anterior | Central | Posterior |
| plana   | arredondada |          | Central | Posterior |
| ------- | ----------- | -------- | ------- | --------- |
| Fechada | /a/         | /y/      | (/ɨ/)   | /u/       |
| Média   | /e/         |          |         |           |
| Aberta  | /æ/, /æː/   |          |         | /a/, /aː/ |

A vogal entre parênteses está presente apenas em dialetos.